# صالون كيتي
صالون كيتي هو فيلم دراما حربي جنسي من إخراج تينتو براس وبطولة هيلموت بيرغر، إنغريد تولين، تيريزا آن سافوي، جون شتاينر وبيكيم فهميو، صدر الفيلم في 2 مارس 1976.

## روابط خارجية
- صالون كيتي على موقع IMDb (الإنجليزية)
- صالون كيتي على موقع روتن توميتوز (الإنجليزية)
- صالون كيتي على موقع ألو سيني (الفرنسية)
- صالون كيتي على موقع Turner Classic Movies (الإنجليزية)
- صالون كيتي على موقع أول موفي (الإنجليزية)
- صالون كيتي على موقع فيلمافينيتي (الإسبانية)
- صالون كيتي على موقع قاعدة بيانات الأفلام السويدية (السويدية)
- صالون كيتي على موقع قاعدة بيانات الفيلم (الإنجليزية)
- صالون كيتي على موقع ليتربوكسد (الإنجليزية)
- صالون كيتي على موقع كينوبويسك (الروسية)